# Se Nada mais Der certo
Se Nada Mais Der Certo é um filme brasileiro de 2008, do gênero drama, dirigido por José Eduardo Belmonte.

## Sinopse
Léo (Cauã Reymond) é um jornalista que cobre eventos para jornais de fora de São Paulo, cidade em que vive. Ele está com sérios problemas financeiros, piorados devido ao atraso com que são pagos os trabalhos que realiza. Ângela (Luíza Mariani) divide o apartamento com Léo e tem um filho de 6 anos, que é praticamente criado por sua empregada. Depressiva, ela fica boa parte do dia na cama e à noite sai em busca de diversão. Em uma noite Léo resolve gastar o pouco dinheiro que tem na casa noturna que Ângela frequenta e lá conhece Marcin (Carol Abras), um homem trans. Logo ficam amigos e decidem beber, tendo ainda a companhia de Wilson (João Miguel), um taxista que acredita precisar de um psiquiatra. Aos poucos surge entre eles um forte laço afetivo, aumentado ainda mais quando decidem aplicar um golpe.

## Elenco
- João Miguel como Wilson
- Carol Abras como Marcin
- Cauã Reymond como Léo
- Leandra Leal como Georgina
- Luíza Mariani como Ângela
- Roberta Rodrigues como Isabel
- Milhem Cortaz como Sybelle
- Vinícius de Oliveira como Lolo
- Murilo Grossi como Abílio
- Adriana Lodi como Leda
- Henrique Rabelo como Lucas

## Principais prêmios e indicações
Festival do Rio 2008 
- Vencedor nas categorias:

Melhor Filme
Melhor atriz (Caroline Abras)
Melhor Roteiro